# ダーズンローズ倶楽部
ダーズンローズ倶楽部 (DozenRoses Club) とは、1996年(平成8年)12月12日に守田悦雄によって創設されたバラに関する組織。
目的・理念は、12の心を託して贈る「ダーズンローズ」「ダズンローズ」と造語・命名・登録した商標を活用して、異業種・業界に新しいイメージのビジネス・企画提案などを行い、そのロイヤリティの一部を社会福祉などに還元し、「四方良し」の明るい社会づくりを目指すことである。具体的には、商標権に関連する商品分野への企画提案及び使用実施権の譲渡並びに商品販売、社会福祉事業及び社会還元事業に関係する知的財産活用ビジネス提案団体で、登録商標の権利許諾先に「登録商標使用許諾認定証」を発行し、商標の無断使用対策を行っている。

## 背景・経緯
- 1996年(平成8年)9月 内田和子・守田悦雄の出会いから12本のバラに心を託して贈る「ダーズンローズ」「ダズンローズ」誕生を基に、知的財産活用の社会貢献ビジネスストーリーがスタート。「ダーズンローズ倶楽部」の原点[3]。
- 1997年(平成9年)ウェディングドレスデザイナーの桂由美によって今まで日本にない新しいウェディングとして「ダーズンローズウェディング」が発表され、メディアへ大きく取り上げられ、全国展開が始まり、ウェディング業界で注目・話題となる[4][5][6]。
- 「ダーズンローズ倶楽部」の普及活動に加え、桂由美関係の「ダーズンローズウェディング」の全国展開に伴い、恰も古くからダーズンローズウェディングがあったとする様な事実と異なる情報がインターネットに掲載され、商標の無断使用が現れる。

## 主な出典・情報源
1. 1 2  食品新聞 2023年4月26日 12本のバラ「ダーズンローズ」各分野に企画提案
2. ↑  大阪日日新聞 2010年12月11日 12本のバラに心こめ贈ります
3. ↑  ダーズンローズと共に歩んで
4. ↑  日本経済新聞 1997年8月7日 「バラづくし」の結婚式 桂由美ブライダルハウス ホテルなど企画
5. ↑  1997年9月23日 日本に新しい結婚式が生まれました。ダーズンローズウエディング実施企画書
6. ↑  園芸新聞 1997年9月5日 12本のバラウエディング 桂由美さんが新提案